# Kerntechnische Entsorgung Karlsruhe

Position du traitement du combustible nucléaire usé dans l'industrie nucléaire.

La Kerntechnische Entsorgung Karlsruhe GmbH  (« Gestion des déchets nucléaires Karlsruhe GmbH ») (abréviation KTE) jusqu'au 7 février 2017 Wiederaufarbeitungsanlage Karlsruhe Rückbau- und Entsorgungsgesellschaft mit beschränkter Haftung  (« Usine de traitement de Karlsruhe Société de démantèlement et d'enlèvement à responsabilité limitée »)  (WAK GmbH), précédemment Gesellschaft zur Wiederaufarbeitung von Kernbrennstoffen mit beschränkter Haftung  (« Société de traitement des combustibles à responsabilité limitée ») et Wiederaufbereitungsanlage Karlsruhe Betriebsgesellschaft mbH  (« Usine de traitement de Karlsruhe société d'exploitation à responsabilité limitée »), était une installation nucléaire allemande de traitement de combustibles nucléaires. L'usine pilote, en cours de démantèlement, a fonctionné entre 1971 et 1990. Elle est située à une dizaine de kilomètres au nord de Karlsruhe, dans le centre de recherche nucléaire de Karlsruhe à Eggenstein-Leopoldshafen.
KTE, en tant que centre d'entreposage, exploite le plus grand point de collecte des déchets radioactifs des Länder de toute l'Allemagne.

## Histoire
Jusqu'à la fin des années 1980 environ, l'objectif politique déclaré était de construire une usine de traitement en Allemagne pour fermer le cycle des combustibles nucléaires. Comme étape préliminaire à une installation industrielle, une usine pilote a été construite à Eggenstein-Leopoldshafen près de Karlsruhe, où les principales étapes du processus devaient être testées et optimisées.
À cette fin, plusieurs entreprises des industries chimique et nucléaire ont fondé la Gesellschaft zur Wiederaufarbeitung von Kernbrennstoffen  (« Société de traitement des combustibles nucléaires ») en 1964. Au nom du Centre de recherche nucléaire de Karlsruhe, cette société a pris en charge la planification, la construction et l'exploitation de l'usine de traitement de Karlsruhe (WAK), qui est entrée en service en 1971.
L'usine avait une capacité de 35 tonnes par an à raison de 200 jours de fonctionnement par an avec un enrichissement pouvant atteindre 3 % d'équivalent 235U.
Les éléments combustibles étaient dissous par le procédé Chop-leach, tandis que la séparation uranium/plutonium était réalisée par le procédé PUREX à deux cycles avec 30 % de phosphate de tributyle dans le n-dodécane. Entre le moment de la mise en service et la fin de l'opération de dissolution en 1990, 208 tonnes de combustible nucléaire irradié ont été traitées et plus de 1 tonne de plutonium a été séparée. Le plutonium total séparé dans WAK correspond pour 70 % de contenu fissile au contenu énergétique de 1,5 million de tonnes de houille.
En 1990, pratiquement simultanément avec l'abandon du projet d'usine de traitement de Wackersdorf, WAK a finalement été fermé.
En 1996 et 2003, l'installation d'entreposage est agrandie.
Début août 2016, la construction de deux autres bâtiments d'entreposage commence, qui doivent être achevés d'ici 2020.

## Démantèlement
Les quelque 60 m3 de déchets nucléaires liquides hautement actifs, pour une activité de 700 billiards de becquerels, produits au cours des 19 années d'exploitation, ont été constamment refroidis à 25 °C dans des cuves en acier inoxydable. Ils ont dû être intégrés à du verre pour être entreposés sur place. À cette fin, l'installation de vitrification de Karlsruhe (de) (VEK), a été construite sur le site de Karlsruhe de 1999 à 2005. La mise en service a commencé en 2005 et, depuis avril 2007, la centrale fonctionne en mode d'essai à froid. La vitrification des déchets, qui a commencé le 16 septembre 2009, a été achevée à la fin de 2010.
L'objectif est de démanteler WAK pour un retour à une « prairie verte » en 2023. Pour financer le démantèlement, DWK et le gouvernement fédéral allemand ont chacun mis de côté 0,5 milliard d'euros, qui avaient été utilisés à la fin de 2005. Le coût total de l'arrêt et du démantèlement est estimé par l'exploitant à 2,6 milliards d'euros (en 2007). La poursuite du démantèlement relève désormais de la responsabilité du gouvernement fédéral allemand et du Land du Bade-Wurtemberg, et DWK contribue dans une certaine mesure aux coûts du traitement des déchets. Depuis 2006, WAK est une filiale à 100 % de la société fédérale EWN Entsorgungswerk für Nuklearanlagen (de).

## Affaire du plutonium 2001
Au cours du second semestre 2000, un employé d'une entreprise de Spire impliqué dans le démantèlement de l'usine a volé un tube contenant des résidus de plutonium et un chiffon contaminé. Il a apporté ces objets dans son appartement, ce qui a entraîné la contamination radioactive de cet appartement ainsi que de trois voitures. Sa partenaire, sa fille et lui-même ont reçu une dose de radiation élevée. Mi-2001, des substances radioactives ont été détectées chez cet homme de 47 ans lors d'un examen de routine, à la suite duquel une surveillance de son domicile privé a également été ordonnée. Un mandat d'arrêt provisoire a été émis contre l'homme de 47 ans, soupçonné d'avoir contribué à l'émission de radiations ionisantes. La décontamination des véhicules et de l'appartement, et le traitement ultérieur, ont coûté 2,2 millions d'euros, dont 1,7 million ont été payés par WAK et le Centre de recherche nucléaire de Karlsruhe et un demi million par le Land de Rhénanie-Palatinat. Cet incident a été classé comme un événement à déclaration obligatoire de catégorie N et comme un incident de niveau 2 sur l'échelle internationale d'évaluation des événements nucléaires.